# 漆野淳哉
漆野 淳哉（うるしの じゅんや）は、東京都出身の作詞家、写真家。
世田谷区のご当地アイドルグループ世田谷HAPPY☆VOICEのプロデュースもしている。

## 人物
メジャーのほか、 アニメやゲーム音楽などにも歌詞を書いている。

## 主な提供作品
Hey! Say! JUMP
- 「大胆夢敵」
- 「FUTURE EARTH」
- 「放課後レボリューション」

A.B.C-Z
- 「InaZuma☆Venus」

Kis-My-Ft2
- 「Brand New Season」

中山優馬 w/7 WEST
- 「why did you go?」

Ya-Ya-yah
- 「Jewel Star」

ジャニーズJr.
- 「Hurricane」

J.J.Express
- 「感じるままにYou&I」

Do As Infinity
- 「生まれゆくものたちへ」

パク・ヨンハ
- 「紫陽花」

ウェザーガールズ
- 「恋のラブビーム」

中村繪里子（ら♡ら☆ら♪なかむランド〜Love♡Laugh☆Live♪〜）
- 「見えない星」
- 「君に逢いたくて」
- 「Eternal Sign」
- 「Bye-bye Good-bye」

中村繪里子（中村繪里子 GO!GO!LIVE! ら♥ら★ら♪なかむランド〜Love♥Laugh★Live♪〜）
- 「Jewelry Smile」
- 「てのひらのLove & Peace」
- 「Missing」
- 「花」
- 「Luminous」
- 「Neutral」

アフィリア・サーガ
- 「Everlasting Friends」

S☆KIP
- 「Shining Grace」
- 「青空スマイル」
- 「THRILL」

VITCH VITCH (BRW108)
- 「Brave In Your Heart～愛のチカラ～」

ロコドル大作戦チームつなぎ女子
- 「アイドル街道」

広島8区ガールズ
- 「Flower Girl」
- 「HIROSHIMA☆」

### ドラマ・アニメ
2ndハウス ED
- 「Precious」歌：TRF

にゃんこい!挿入歌　
- 「ねこねこ音頭」歌：榊原ゆい・今井麻美・福井裕佳梨
- 「ねこ呼んじゃった」歌：榊原ゆい
- 「紅任侠道」歌：今井麻美

神のみぞ知るセカイ ED
- 「コイノシルシ」歌：神のみぞ知り隊
- 「コイノシルシ」歌：from Ayumi（竹達彩奈）
- 「コイノシルシ」歌：from Elsie（伊藤かな恵）
- 「コイノシルシ」歌：from Kanon（東山奈央）
- 「コイノシルシ」歌：from Kanon（悠木碧）

神のみぞ知るセカイII ED
- 「アイノヨカン」歌：神のみぞ知り隊
- 「アイノヨカン」歌：from 駆け魂隊
- 「アイノヨカン」歌：from Kusunoki（小清水亜美）
- 「アイノヨカン」歌：from Haqua（早見沙織）
- 「アイノヨカン」歌：from Chihiro（阿澄佳奈）

eyelis
- 「ヒカリノキセキ」

桂ヒナギク&中川かのん&ハクア&水蓮寺ルカstarring伊藤静&東山奈央&早見沙織&山崎はるか
- 「奇跡のドア」

洲崎西
- 「Smile☆Revolution」

### 舞台・ミュージカル
PLAYZONE　少年隊
- 「その日が来るまで」
- 「歩いてゆこう」

ミュージカル テニスの王子様～ベストアクターズシリーズ011　渡辺大輔as手塚国光 
- 「Jewel in my heart」
- 「Blazing Shine」

### ゲーム・その他
Memories Off ゆびきりの記憶/オープニングテーマ（PSP）
- 「風の旋律」歌：Zwei

スキップ・ビート!/オープニングテーマ（PS2）
- 「Blow Wind」歌：SMILY☆SPIKY

STEINS;GATE/エンディングテーマ（Xbox 360）
- 「Another Heaven」歌：いとうかなこ

STEINS;GATE 線形拘束のフェノグラム/エンディングテーマ（Xbox 360）
- 「楽園のホログラム」歌：いとうかなこ

ディスオーダー6/エンディングテーマ（プレイステーション3＆Xbox 360）
- 「Tender Is The Night」歌：今井麻美

あまつみそらに!/挿入歌（クロシェット）
- 「トキメキ☆限界☆注意報 （or恋愛☆修行中」歌：観崎 美唯（三菱アイ)

パチスロ「タイムリミット」
- 「No Time 」

パチスロ「極お父さん ～舞い降りた天使？？？～」
- 「Luminous」